# کاژیمیش کاچور
کاژیمیش کاچور (لهستانی: Kazimierz Kaczor؛ [kaˈʑimjɛʂ]؛ زادهٔ ۹ فوریهٔ ۱۹۴۱) بازیگر اهل لهستان است.
از فیلم‌ها یا برنامه‌های تلویزیونی که وی در آن نقش داشته‌است می‌توان به سرنوشت‌های لهستانی، فرصت دوباره، رانندگان جایگزین، مدار بسته، وقتی منو بگیری باهام چکار می‌کنی؟، خیابان فرعی ۴، شکنجه و کوری اشاره کرد.